# GRIK4

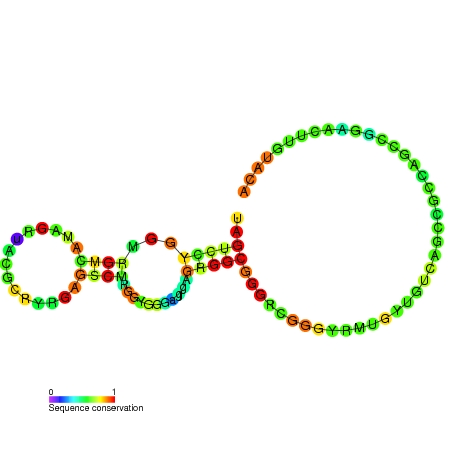
estructura secundaria identificada en el 3' UTR de GRIK4 transcriptor. Imagen tomada de la base datos Rfam. Familia

GRIK4 (receptor de glutamato, ionotrópico, kainato 4) es un subtipo de receptor de kainato que pertenece a la familia de canales iónicos activados por ligandos codificadas por el gen eGRIK4.

## Función
Este gen codifica una proteína perteneciente a la familia de los canales iónicos del glutamato activados. Glutamato funciona como el neurotransmisor excitatorio principal en el sistema nervioso central por activación de los canales iónicos activados por ligandos y los receptores acoplados a la proteína G. La proteína codificada por este gen forma canales iónicos heteroméricos funcionales preferenciales de  kainato con las subunidades codificadas por los miembros de la familia afín del gen.

## Importancia Clínica
Un polimorfismo nucleótido singular (rs1954787) en el gen GRIK4 ha exhibido una respuesta en asociación al tratamiento con antidepresivos.
Alteraciones en GRIK4 se ha asociado con aumento y disminución en  el riesgo de trastornos bipolares. Un mecanismo putativo para esta observación es que la variación de la secuencia influye en estructuras secundarias de 3' UTR.  
Interferencia con la función GRIK4/KA1 con un anticuerpo específico-KA1 protege contra la muerte celular inducida por kainato.

## Importancia evolutiva
El gen GRIK4 desarrolla altas tasas de evolución en primates comparada a roedores y especialmente en el linaje de va desde los primates a homínidos.  Además el gen GRIK4 está implicado en el desarrollo del sistema nervioso. De ahí que se piense que ... ion del gen GRIK4 ha jugado una función en un aumento marcado en tamaño y complejidad del cerebro que apareció durante la historia evolutiva hacia el hombre.